# Imayō
Imayō (今様, chansons à la façon moderne), abréviation de imayō-uta) est un genre littéraire de la poésie populaire sous forme de chanson qui se développe au début de l'époque de Heian (794-1192) à partir des hymnes bouddhistes chinois kansan (漢讚), puis des wasan (和讚) japonais.
En règle générale, l'imayō se compose de 8 à 12 vers, c'est-à-dire deux demi-vers avec alternance de 7 et 5 mores. Dans l'imayō, le rythme syllabaire 5-7 jusqu'alors dominant connaît un renversement. Aux festivals présentés avec accompagnement musical, il tourne habituellement autour de thèmes profanes convenus tels que la nature et l'amour. Cependant, au sens propre, l'imayō est d'origine bouddhiste. Un des plus anciens imayō conservés est le Iroha uta du moine Kūkai.
L'imayō influence d'une part le style des contes guerriers (軍記物語) et d'autre part le théâtre nō. La seule anthologie connue — et fragmentaire — d'imayō est le Ryōjin hishō (梁塵秘抄) compilé par Go-Shirakawa-Hōō au XIIe siècle (10 volumes).